# Elophos gilvaria
Elophos gilvaria är en fjärilsart som beskrevs av Otto Staudinger 1892. Elophos gilvaria ingår i släktet Elophos och familjen mätare. Inga underarter finns listade i Catalogue of Life.